# Bảo tàng Trái Đất, Viện Hàn lâm Khoa học Ba Lan

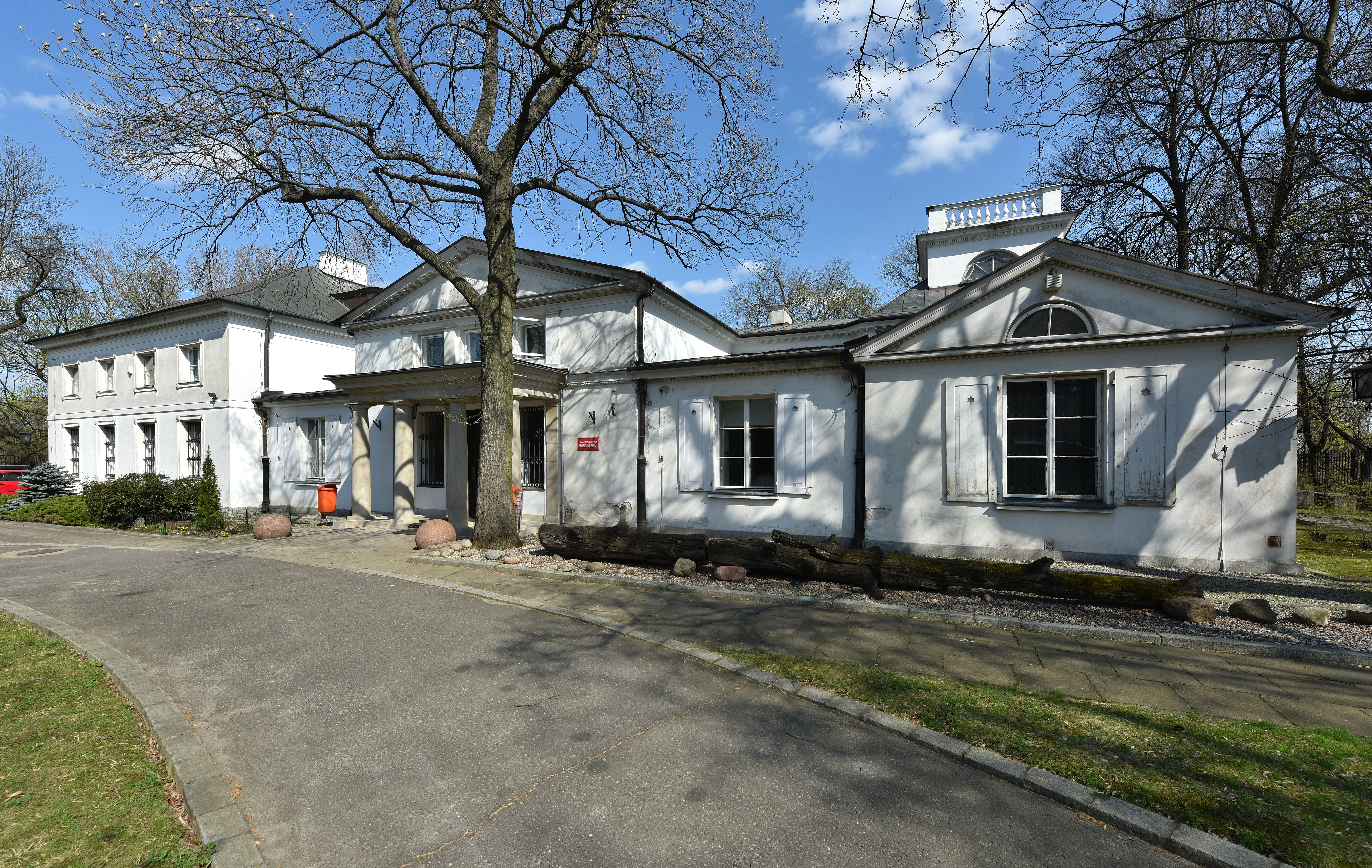
Bảo tàng Trái Đất tại Warsaw, Ba Lan.

Bảo tàng Trái Đất ở Warsaw (pol. Muzeum Ziemi PAN w Warszawie), được thành lập vào năm 1948 và tiếp tục truyền thống do Hội Bảo tàng Trái Đất khởi xướng từ năm 1932, đã hoạt động trong hệ thống của Viện Hàn lâm Khoa học Ba Lan từ năm 1959.
Bảo tàng Trái Đất nằm trong hai tòa nhà lịch sử tại Đại lộ Na Skarpie ở trung tâm Warsaw, nằm trên sườn núi Vistula.

## Bộ sưu tập
Bộ sưu tập của bảo tàng bao gồm hơn 170.000 mẫu vật và vật thể của tất cả các ngành khoa học địa chất, đặc biệt liên quan đến khoáng sản Ba Lan, đá quý, thiên thạch và đá, hổ phách Baltic, động vật hóa thạch và tài liệu lưu trữ về lịch sử khoa học Trái Đất. Đặc biệt đáng chú ý là bộ sưu tập hổ phách và các loại nhựa hóa thạch khác, được xếp hạng trong số các bộ sưu tập khoa học tự nhiên lớn nhất thuộc loại này trên toàn thế giới.

## Triển lãm thường xuyên
- Hành tinh Trái Đất
- Quá trình định hình Trái Đất
- Từ quá khứ địa chất của Trái Đất

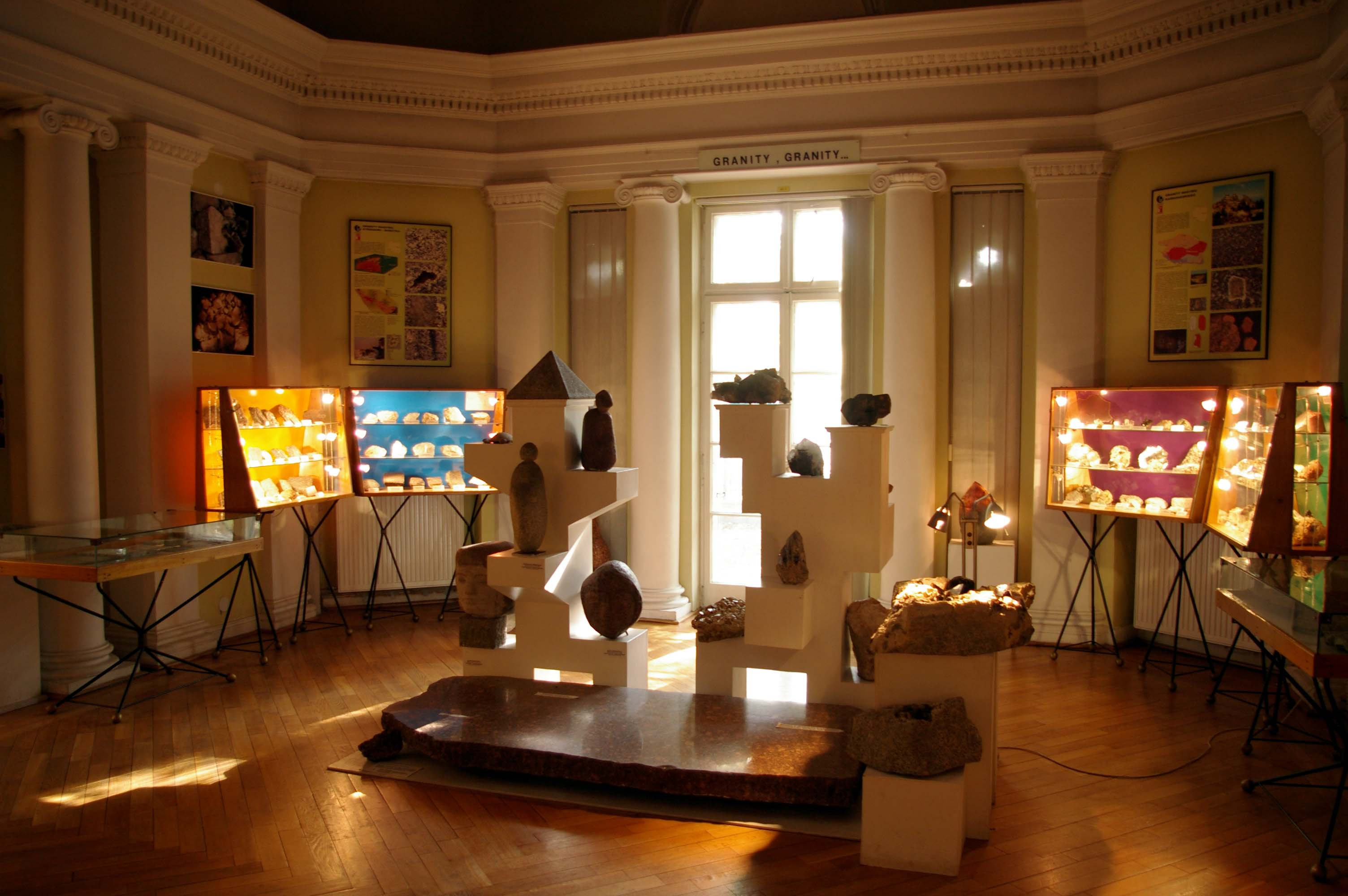
Triển lãm thường xuyên: Đá hoa cương.

- Amber - Từ nhựa lỏng đến nghệ thuật trang trí
- Thiên thạch - Đá từ bầu trời
- Bảng chữ cái khoáng vật
- Động vật có vú lớn trong kỷ băng hà
- Đá hoa cương
- Trước khi than được hình thành
- Lãnh chúa bọc thép của biển
- Từ kho tàng lưu trữ của bảo tàng Trái Đất
- Sự khởi đầu của Địa chất ở Ba Lan
- Học giả khoa học Trái Đất về tem bưu chính

## Triển lãm tạm thời

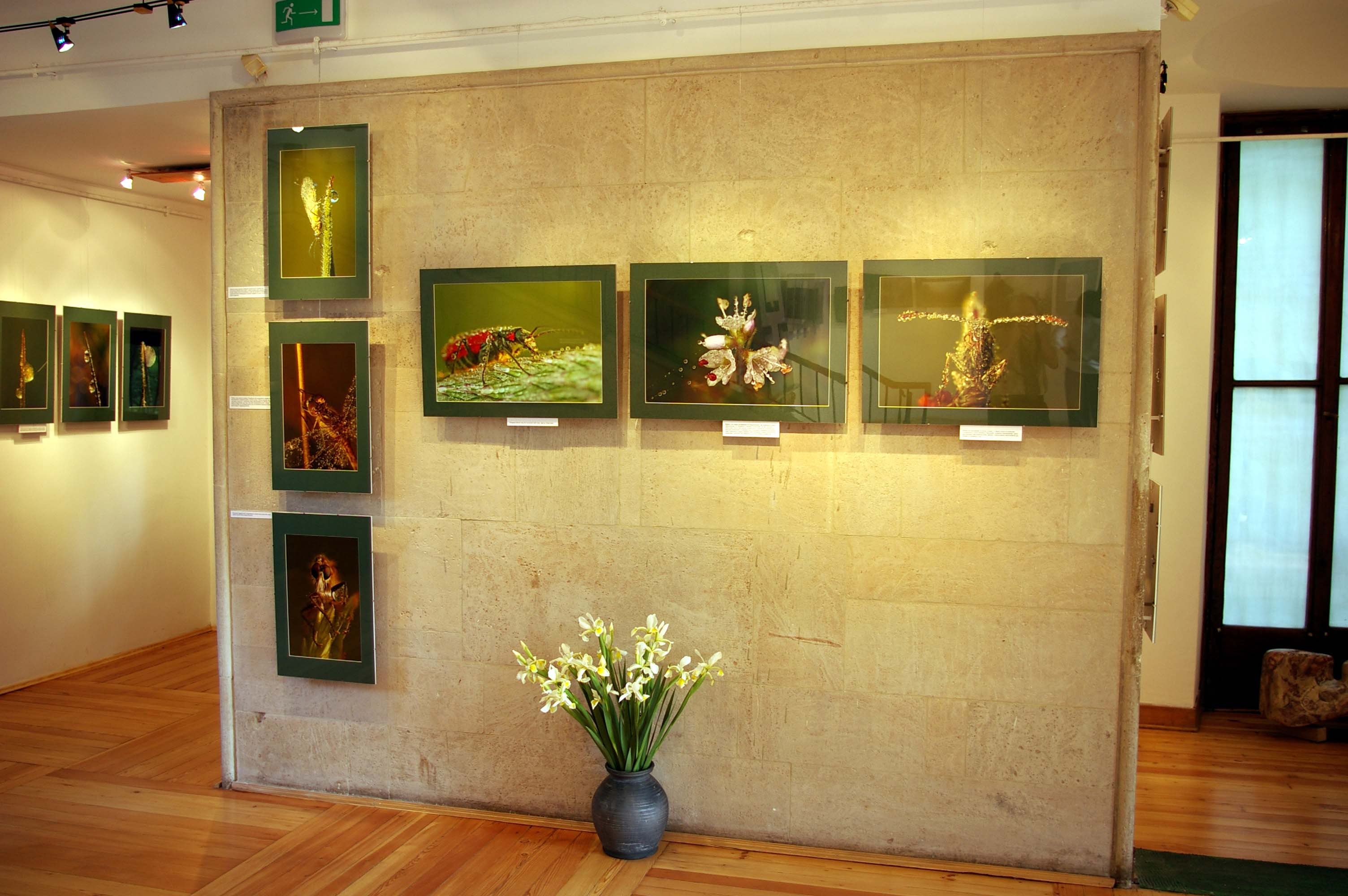
Loạt bài: Thiên nhiên và nghệ thuật.

- Đặc biệt là triển lãm từ loạt: Thiên nhiên và nghệ thuật

## Triển lãm ngoài trời
- Tượng đài Erratic Boulders
- Lapidarium - Đá xây dựng ở Ba Lan

52°13′45″B 21°1′43″Đ / 52,22917°B 21,02861°Đ